# Bình Đàm
Bình Đàm  (tiếng Trung: 平潭县, Hán Việt: Bình Đàm huyện) là một huyện thuộc thành phố Phúc Châu, tỉnh Phúc Kiến, Trung Quốc. Huyện này có diện tích 392 km², dân số 385,981 người (2020), mã số bưu chính 350400, huyện lỵ ở trấn Đàm Thành. Huyện Bình Đàm có 7 trấn và 8 hương. 